# ۱۰ فروردین
۱۰ فروردین دهمین روز از سال در گاه شماری خورشیدی است. به پایان سال ۳۵۵ روز (۳۵۶ روز در سال کبیسه) مانده‌است.

## رویدادها
- ۱۳۹۵ - رقابت ۱۰ فروردین ۱۳۹۵ تیم ملی فوتبال ایران با تیم ملی فوتبال عمان در مرحله مقدماتی جام جهانی فوتبال ۲۰۱۸ (آسیا) و جام ملت‌های آسیا ۲۰۱۹

## زادروزها
- ۱۲۸۰ - حاجعلی رزم‌آرا، نظامی و سیاستمدار
- ۱۲۹۵ - علی‌اکبر صنعتی، نقاش و مجسمه‌ساز
- ۱۳۰۷ - اصغر قندچی، کارآفرین و پدر صنعت کامیون سازی ایران
- ۱۳۱۶ - عباسعلی عمید زنجانی، سی‌امین رئیس دانشگاه تهران
- ۱۳۲۵ - محمدهاشم پسران، اقتصاددان
- ۱۳۳۳ - مجید انصاری، سیاستمدار
- ۱۳۳۴ - شهلا شرکت، روزنامه‌نگار
- ۱۳۳۷ - علیرضا افتخاری، خواننده
- ۱۳۴۹ - شارمین میمندی‌نژاد، نویسنده
- ۱۳۵۴ - بهار سومخ، بازیگر
- ۱۳۷۶ - شروین حاجی‌پور، خواننده

## درگذشت‌ها
- ۱۲۵۹ - محمدتقی سپهر، شاعر
- ۱۳۴۰ - سید حسین طباطبایی بروجردی، از مراجع تقلید شیعه
- ۱۳۸۹ - محمدعلی ابن‌الرضا خوانساری، پدر سیدمهدی ابن‌الرضا خوانساری